# Frunzie (obwód miński)
Frunzie (biał. Фрунзе; ros. Фрунзе, Frunzie) – wieś na Białorusi, w obwodzie mińskim, w rejonie dzierżyńskim, w sielsowiecie Demidowicze, przy drodze magistralnej M14.